# Equisetum fluviatile
El equiseto mayor (Equisetum fluviatile) es una especie de arbusto perteneciente a la familia de las equisetáceas.

## Taxonomía
Equisetum fluviatile fue descrita por  Carlos Linneo y publicado en Species Plantarum 2: 1061. 1753.
Etimología
Equisetum: nombre genérico que proviene del latín: equus = (caballo) y seta (cerda).
fluviatile: epíteto latíno que significa "fluvial", "de río".
Sinónimos
- Equisetum fluviatile f. fluviatile
- Equisetum heleocharis Ehrh.
- Equisetum limosum L.

Variedades
- Equisetum fluviatile f. linnaenum (Döll) M. Broun[4]